# 埃文斯鎮區 (伊利諾伊州馬歇爾縣)
埃文斯鎮區（英語：Evans Township）是位於美國伊利諾伊州馬歇爾縣的一個行政鎮區。

## 地方資料
根據2010年美國人口普查的數據，埃文斯鎮區的面積為96.10平方千米，當中陸地面積為96.00平方千米，而水域面積為0.10平方千米。當地共有人口1564人，而人口密度為每平方千米16.27人。